# Eicks
Eicks ist ein Stadtteil von Mechernich im Kreis Euskirchen (Nordrhein-Westfalen).
Das Dorf liegt nordwestlich von Kommern. Im Ort treffen sich die Kreisstraßen 20 und 27. Durch Eicks fließt der Rotbach, der zwischen Glehn und Eicks Bruchbach heißt.
Im Ort gibt es die Pfarrkirche St. Martin und 700 m entfernt die Waldkapelle, eine Marienkapelle von 1782.
Am 1. Juli 1969 wurde Eicks nach Mechernich eingemeindet.

## Schloss

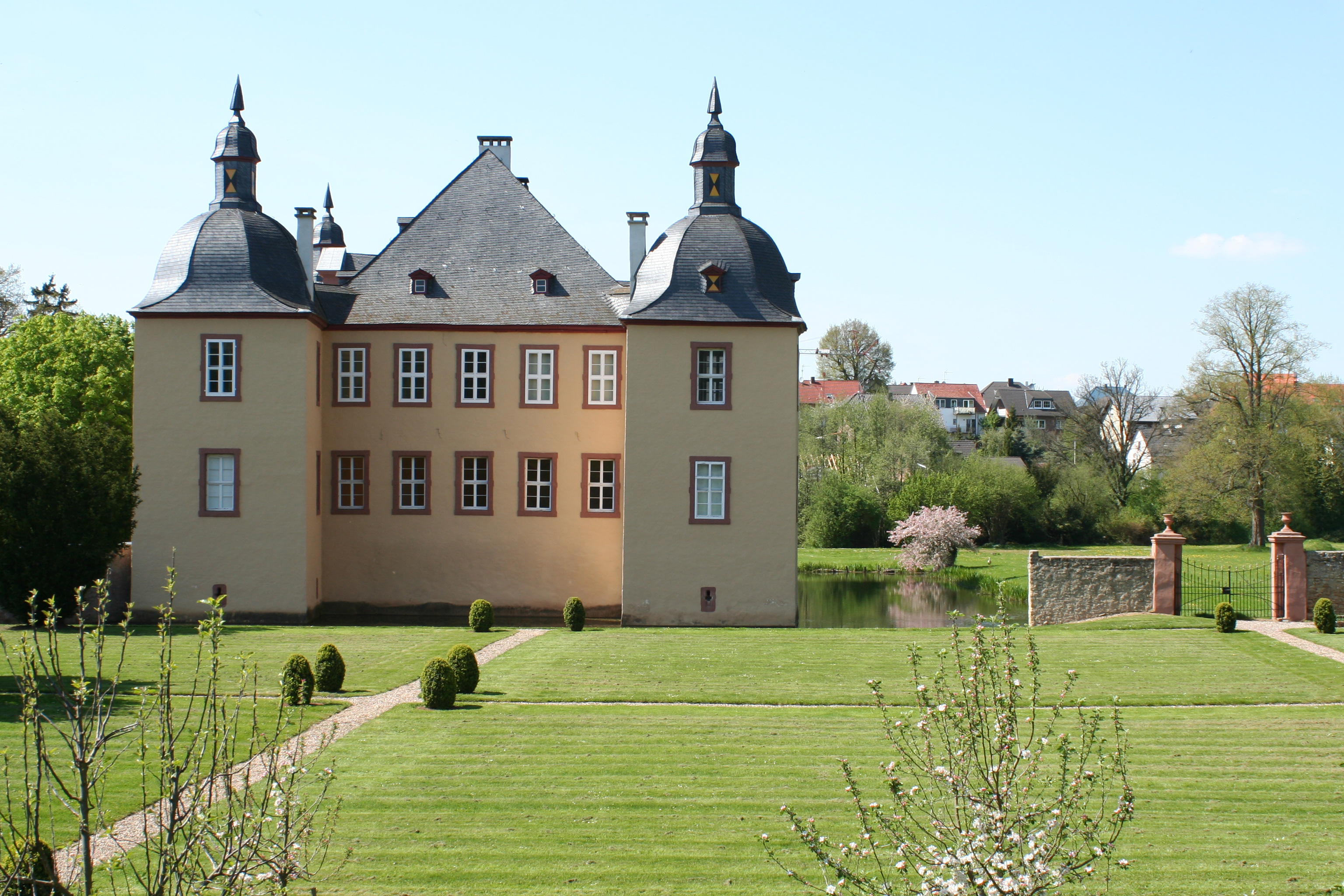
Schloss Eicks

Schloss Eicks ist ein spätbarockes, zweiteiliges Wasserschloss. Im 14. Jahrhundert wurde es als Fronhof erbaut. Eine Herrschaft Eicks wurde 1344 erstmals erwähnt. Im 17. Jahrhundert wurde die dreiflügelige Vorburg umgebaut. Im gleichen Jahrhundert wurde das Herrenhaus erbaut.
Das Schloss befindet sich in Privatbesitz und ist bewohnt. Es finden viele Veranstaltungen auf dem Schloss statt.

## Wappen

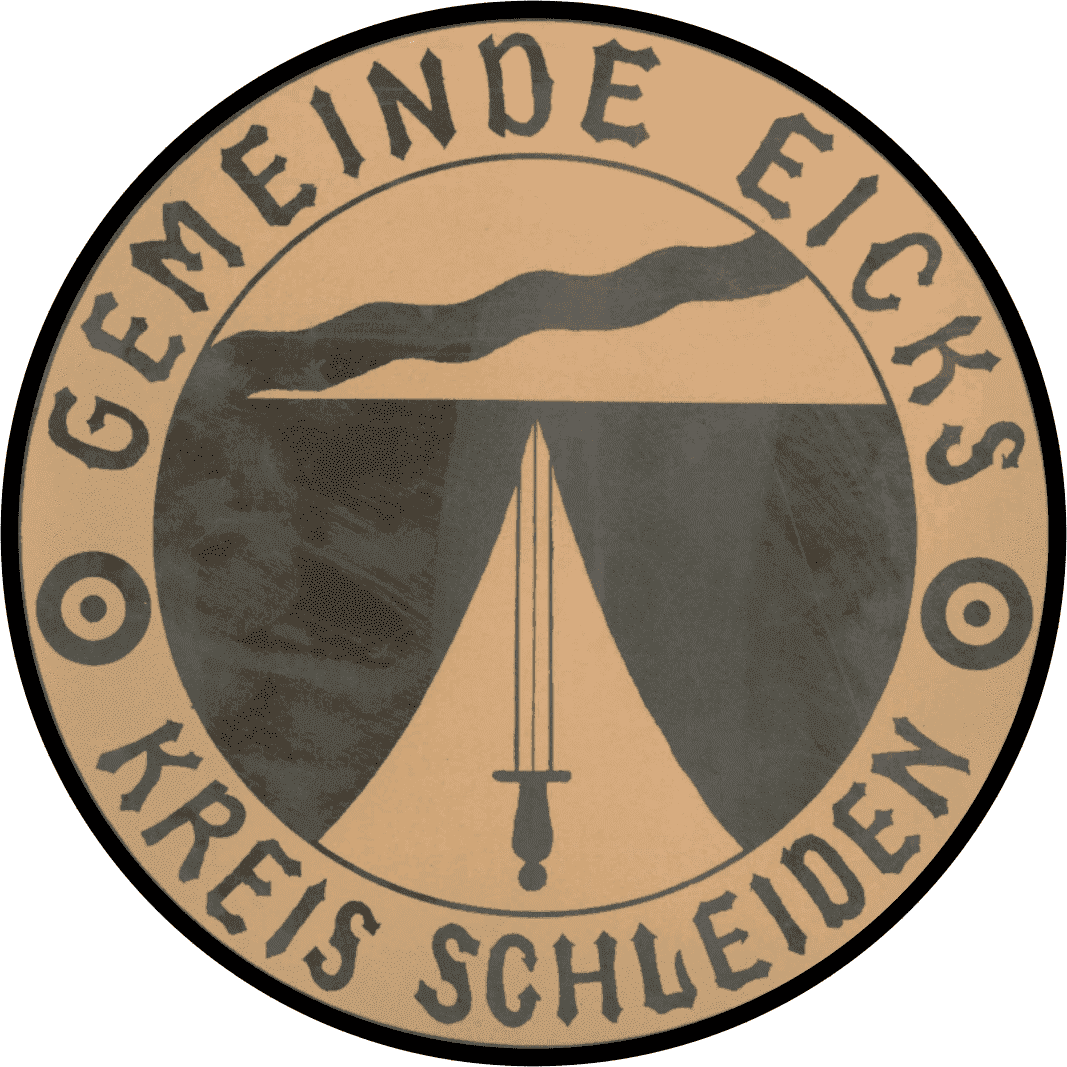
Ehem. Gemeindesiegel

| Wappen der früheren Gemeinde Eicks | Blasonierung: „Unter einem silbernen (weißen) Schildhaupt, darin ein linksschräger roter Wellenbalken; in Grün, gespalten durch eine silberne (weiße) eingebogene Spitze, darin ein aufrechtes rotes Schwert.“ |
| Wappen der früheren Gemeinde Eicks | Wappenbegründung: Das von Josef Decku entworfene Wappen wurde am 29. Juni 1962 vom nordrhein-westfälischen Innenminister verliehen. Es verweist auf den Pfarrpatron St. Martin; es zeigt das Schwert, mit dem er den Mantel teilte. Der Wellenbalken steht für die Lage des Ortes am Rothbach. Die Farbe Grün steht für die Land- und Forstwirtschaft in der Gemeinde. |

## Verkehr
Die VRS-Buslinie 888 der RVK, die als TaxiBusPlus nach Bedarf verkehrt, stellt den Personennahverkehr mit den angrenzenden Orten und der Stadt Mechernich sicher. Zusätzlich verkehren einzelne Fahrten der auf die Schülerbeförderung ausgerichteten Linie 896.
| Linie | Betreiber | Verlauf |
| ----- | --------- | --- |
| 888   | RVK       | MiKE: Mechernich Stiftsweg – Mechernich Bf – Roggendorf – Hostel – Glehn – Eicks – Floisdorf – Berg – Floisdorf – Eicks – Kommern |
| 896   | Schäfer   | Berg – Floisdorf – Eicks – Glehn – Hostel – (Denrath – Schützendorf – Lückerath – Roggendorf –) Mechernich Bf → Mechernich Feytal |

## Vereine
- Musikverein St. Martin Eicks e. V.
- Junggesellenverein „Einigkeit“ 1779 Eicks